# Vótchina

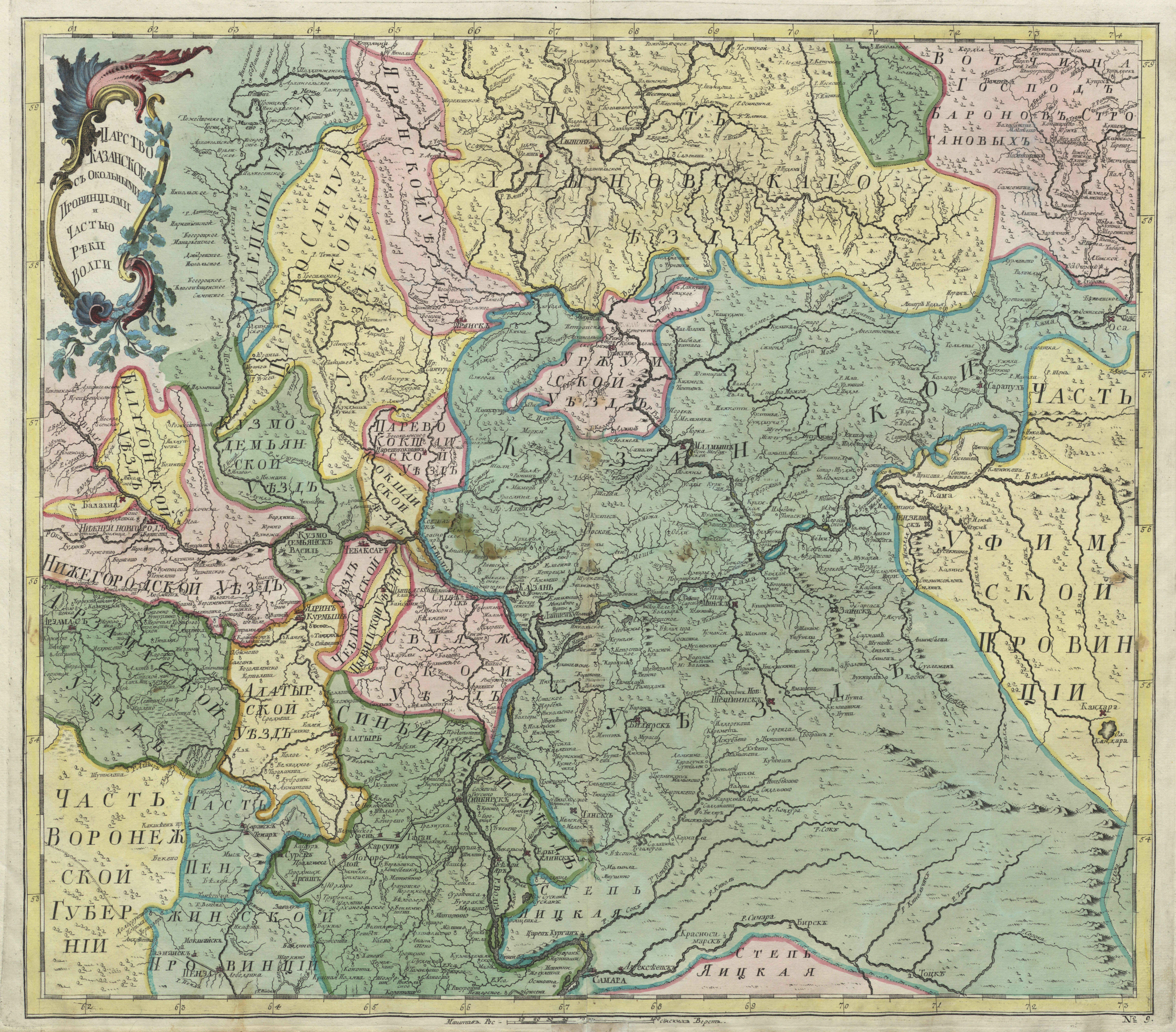
Mapa del Imperio ruso de 1745, en el que se puede observar la vótchina de los Stróganov en la esquina superior derecha.

Vótchina en ruso: во́тчина o ótchina (о́тчина - de la palabra Padre) era una tipo de finca de tierra en los países eslavos orientales que podía ser heredada. El término vótchina también era usado para describir las tierras de un kniaz.
El término tiene su origen en la ley del Rus de Kiev. El propietario de una vótchina, el vótchinnik (del ruso: вотчинник) no sólo tenía derechos de propiedad sobre las tierras, sino que además gozaba de poder legal y administrativo sobre  la gente que vivía en su territorio. Esa gente, sin embargo, no eran sus siervos, ya que tenían derecho a moverse libremente a diferentes vótchinas.
Con el tiempo los derechos administrativos y legales de los vótchinnik fueron severamente limitados, y finalmente totalmente revocados. A mediados del siglo XV, el derecho de cierta categoría de campesinos en algunas vótchinas a dejar a su señor fue limitado a un período de una semana antes y después del llamado Día de Yuri (26 de noviembre).